# Neocompsa ventricosa
Neocompsa ventricosa är en skalbaggsart som först beskrevs av Bates 1885. Neocompsa ventricosa ingår i släktet Neocompsa och familjen långhorningar.
Artens utbredningsområde är:
- Costa Rica.
- Panama.

Inga underarter finns listade i Catalogue of Life.